# Qinngua Kangilleq
Qinngua Kangilleq [ˈqiŋːua kaˈŋiɬːɜq] (nach alter Rechtschreibung K'íngua Kangigdleĸ) ist eine wüst gefallene grönländische Schäfersiedlung im Distrikt Narsaq in der Kommune Kujalleq.

## Lage
Qinngua Kangilleq ist die nördlichste der Schäfersiedlungen zwischen Qassiarsuk und Narsarsuaq. Sie liegt direkt östlich des Mündungsdeltas des Qinnguata Kuua. Qassiarsuk und Narsarsuaq liegen jeweils elf Kilometer südlich. Richtung Qassiarsuk ist die nächste Schäfersiedlung Qinngua, während es Richtung Narsarsuaq Arnannguit ist.

## Bevölkerungsentwicklung
Qinngua Kangilleq hatte in den letzten 40 Jahren maximal sieben Bewohner. Seit 2010 ist die Siedlung verlassen.